# Club alpin japonais
Le Club alpin japonais (日本山岳会, Nihon Sangakukai, CAJ) est une organisation qui participe au développement de l'alpinisme et de l'escalade, au Japon. Il a son siège à Tokyo.

## Histoire
À la fin du XIXe siècle, la pratique de l'alpinisme, alors surtout pratiqué en Europe, est importée au Japon. Le Club alpin japonais est fondé en octobre 1905. Inspiré de l'Alpine Club britannique, il s'agit du premier club alpin à être créé en Asie.
En 1936, une expédition du CAJ réalise la première ascension du Nanda Kot (en) (6 861 m) dans le Garhwal. Il s'agit de la première ascension japonaise dans l'Himalaya. En 1956, une autre expédition japonaise réalise la première ascension du Manaslu (8 163 m). Toshio Imanishi (Japon) et le Sherpa Gyalzen Norbu atteignent le sommet le 9 mai 1956.
Le Club alpin japonais édite une parution annuelle, le Japanese Alpine News (JAN).

## Ascensions notables
- 1956: Première ascension du Manaslu (8 163 m) par Toshio Imanishi and Gyalzen Norbu Sherpa
- 1970: Première ascension de l'arête Sud-Est du Makalu (8 485 m) par Yuichi Ozaki et Hajime Tanaka[2]
- 1980: Ascension de la face Nord de l'Everest, par le couloir japonais (FA) et le couloir Hornbein[3]
- 1992: Première ascension du Namcha Barwa (7 782 m)
- 1996: Première ascension de l'Ultar II (7 388 m) par Akito Yamazaki et Kiyoshi Matsuoka[4]